# Zakaria Tamer
Zakaria Tamer, född den 2 januari 1931 i Damaskus, Syrien, är en arabisk författare av noveller och barnböcker, som fått flera författarpris. Tamer arbetar också som journalist och stilen är då ofta satirisk. 

## Utmärkelser
- 2001: Sultan Bin Ali Al Owais Cultural Foundation:  Prize of Stories Novels & Drama [1]
- 2002: Syrian Order of Merit[2]
- 2009: Blue Metroplis Montreal International Literary prize [3]

## Novellsamlingar
- The Neighing of the White Steed(1960)
- Spring In The Ashes (1963)
- The Thunder (1970)
- Damascus Fire (1973)
- Tigers on the Tenth Day (1978)
- Noah's Summons (1994)
- We Shall Laugh (1998)
- IF!, (1998)
- Sour Grapes (2000)
- Breaking Knees (2002)

## Övrig prosa
- The Hedgehog (2005)

## Samlingar med satiriska artiklar
- Glories, Arabs, Glories, (1986) Amjad Ya Arab amjad
- The Victim's Satire Of His Killer, (2003)

## Barnböcker
- Why the River Fell Silent, (1973)
- The Rose Spoke to the Swallow, (1978)